# Englische Cricket-Nationalmannschaft in Indien in der Saison 1961/62
Die Tour der englischen Cricket-Nationalmannschaft nach Indien in der Saison 1961/62 fand vom 11. November 1961 bis zum 15. Januar 1962 statt. Die internationale Cricket-Tour war Bestandteil der Internationalen Cricket-Saison 1961/62 und umfasste fünf Tests. Indien gewann die Serie 2–0.

## Vorgeschichte
England bestritt zuvor und danach eine Tour in Pakistan, für Indien war es die erste Tour der Saison.
Das letzte Aufeinandertreffen der beiden Mannschaften bei einer Tour fand in der Saison 1959 in England statt.

## Stadien
Die folgenden Stadien wurden für die Tour als Austragungsort vorgesehen.
| Stadion                   | Stadt    | Kapazität | Spiele  |
| ------------------------- | -------- | --------- | ------- |
| Brabourne Stadium         | Bombay   | 25.000    | 1. Test |
| Feroz Shah Kotla          | Delhi    | 48.000    | 3. Test |
| Eden Gardens              | Kalkutta | 82.000    | 4. Test |
| Green Park Stadium        | Kanpur   | 33.000    | 2. Test |
| M. A. Chidambaram Stadium | Madras   | 46.000    | 5. Test |

## Kaderlisten
Die Mannschaften benannten die folgenden Kader.
| Test | Test |
| Indien | England |
| --- | --- |
| - Nari Contractor (K) - Chandu Borde - Ramakant Desai - Salim Durani - Farokh Engineer (wk) - Subhash Gupte - Motganhalli Jaisimha - Vaman Kumar - Budhi Kunderan (wk) - Vijay Manjrekar - Vijay Mehra - Bapu Nadkarni - Erapalli Prasanna - Vasant Ranjane - Dilip Sardesai - AG Kripal Singh - AG Milkha Singh - Polly Umrigar - Nawab of Pataudi | - Ted Dexter (K) - David Allen - Bob Barber - Ken Barrington - Alan Brown - Barry Knight - Tony Lock - Geoff Millman (wk) - John Murray (wk) - Peter Parfitt - Geoff Pullar - Peter Richardson - Eric Russell - David Smith - Mike Smith |

## Tests

### Erster Test in Bombay
| 11. – 16. November Scorecard | Bombay | England 500-8d (173) & 184-5 (58) | – | Indien 390 (168) & 180-5 (73) |
|                              |        | Remis                             |   |                               |

England gewann den Münzwurf und entschied sich als Schlagmannschaft zu beginnen.

### Zweiter Test in Kanpur
| 1. – 6. Dezember Scorecard | Kanpur | Indien 467-8d (198) | – | England 244 (106.3) & 497-5 (184) (f/o) |
|                            |        | Remis               |   |                                         |

Indien gewann den Münzwurf und entschied sich als Schlagmannschaft zu beginnen.

### Dritter Test in Delhi
| 13. – 18. Dezember Scorecard | Delhi | Indien 466 (177.3) | – | England 256-3 (114) |
|                              |       | Remis              |   |                     |

Indien gewann den Münzwurf und entschied sich als Schlagmannschaft zu beginnen.

### Vierter Test in Kalkutta
| 30. Dezember – 4. Januar Scorecard | Kalkutta | Indien 380 (156) & 252 (101.2) | – | England 212 (79.2) & 233 (116.2) |
|                                    |          | Indien gewinnt mit 187 Runs    |   |                                  |

Indien gewann den Münzwurf und entschied sich als Schlagmannschaft zu beginnen.

### Fünfter Test in Madras
| 10. – 15. Januar Scorecard | Madras | Indien 428 (144.3) & 190 (94.3) | – | England 281 (110.1) & 209 (92.3) |
|                            |        | Indien gewinnt mit 128 Runs     |   |                                  |

Indien gewann den Münzwurf und entschied sich als Schlagmannschaft zu beginnen.